# 알타아원 FC
알타아원(아랍어: التعاون)은 사우디아라비아에 위치한 부라이다를 연고로 하는 축구팀이다. 이 팀은 1956년에 창단했다.

## 선수 명단

### 현역
참고: FIFA 자격 규정에 따라 소속된 국가대표팀 국기를 표시합니다. 선수는 복수의 FIFA 비회원국 국적을 가지고 있을 수 있습니다.
| 번호 | 포지션 | 국적       | 이름                   |
| ---- | ------ | ---------- | ---------------------- |
| 15   | FW     | 태국       | 패트릭 구스타프손      |
| 16   | DF     | 베네수엘라 | 레네 리바스            |
| 18   | MF     | 모로코     | 아슈라프 엘 마흐디오이 |
| 19   | MF     | 볼리비아   | 루카스 차베스          |
| 24   | MF     |            | 플라비우 메데이로스    |
| 38   | FW     | 콜롬비아   | 로저 마르티네스        |

| 번호 | 포지션 | 국적   | 이름              |
| ---- | ------ | ------ | ----------------- |
| 70   | MF     | 모로코 | 압델하미드 사비리 |
| 99   | FW     | 감비아 | 무사 배로         |

## 역대 감독
| 감독                | 임기        |
| ------------------- | ----------- |
| 콘스탄틴 글커       | 2016 ~ 2017 |
| 로돌포 아루아바레나 | 2024 ~      |

틀:알타아원 FC 선수 명단